# Pressengarn

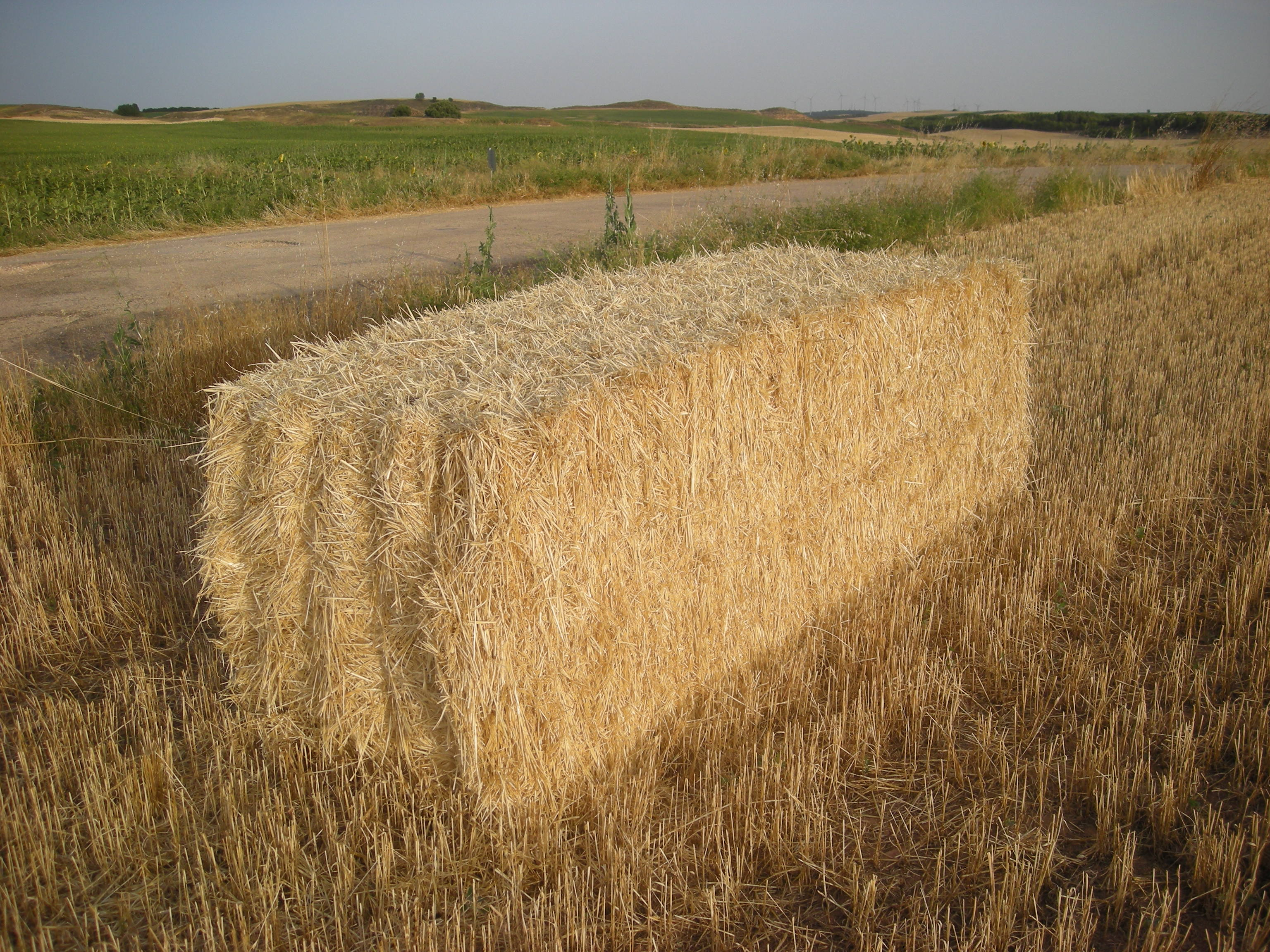
Strohballen mit 4 Garnen (umgangssprachlich Kordeln) gebunden

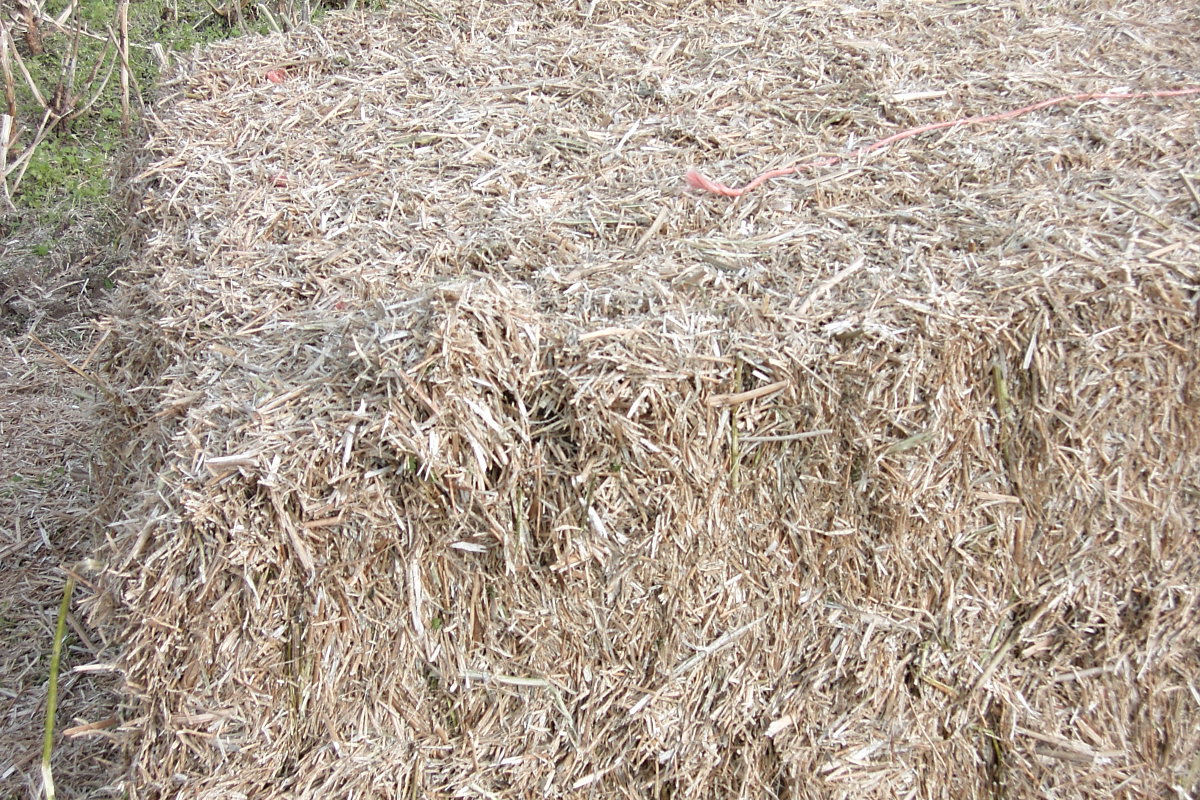
Rapsstrohballen mit gerissenem Pressengarn

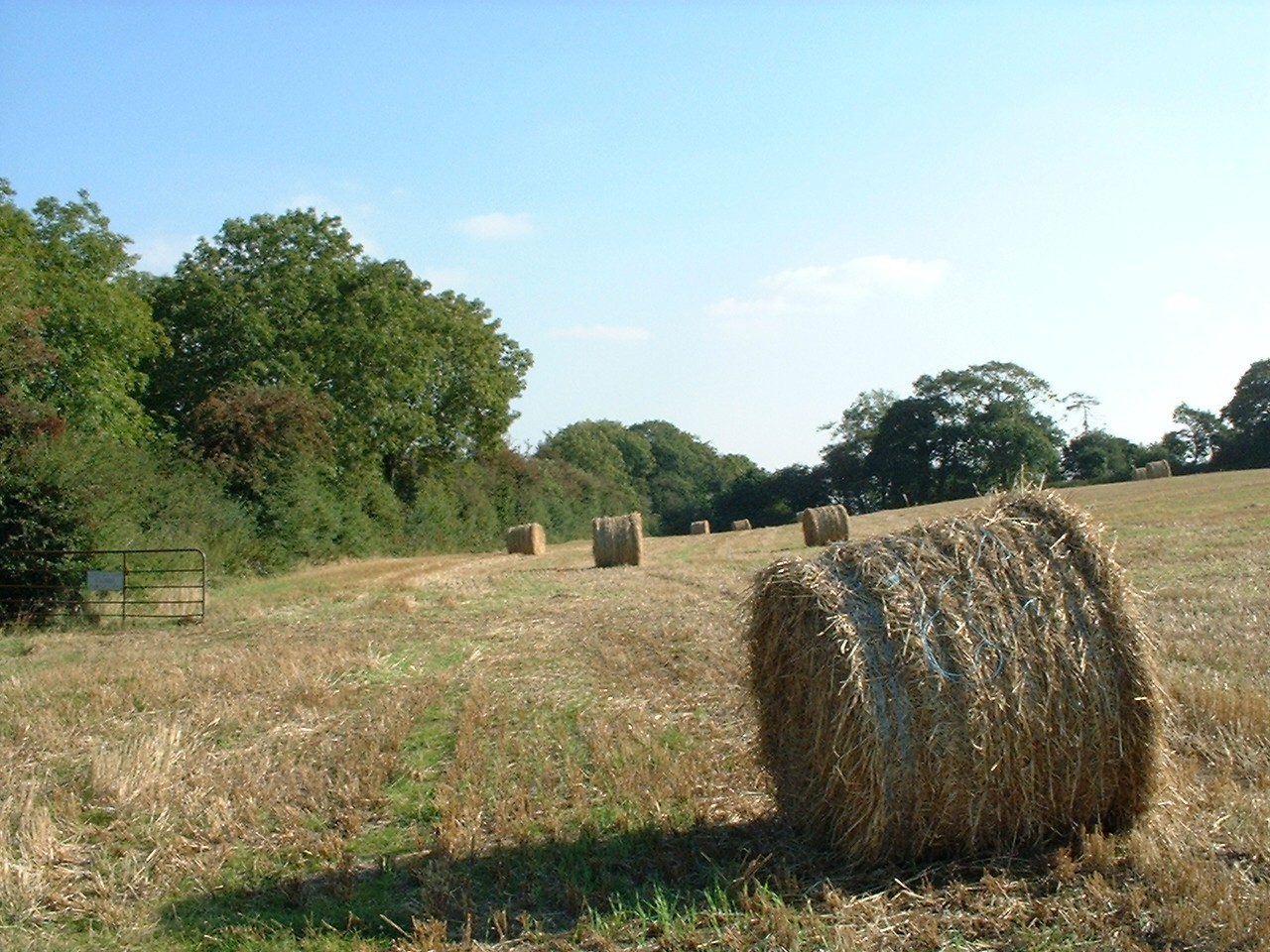
Rundballen mit Pressengarn gebunden

Pressengarn ist die Bezeichnung für Garn, welches zum Binden von Stroh-, Heu- oder Silageballen verwendet wird und diese in ihrer Form hält. Andere Bezeichnungen sind Bindegarn, Erntegarn oder Kordel.

## Beschreibung
Pressengarn besteht meist aus Polypropylen (PP), aber auch Sisal wird (noch) eingesetzt. Das Garn wird von einer Strohpresse um die Ballen herumgeknotet.
Bei sogenannten Hochdruckballen (kleine Stroh- und Heuballen mit einem Gewicht von etwa 5 bis 35 kg) sind dies zwei Kordeln, bei großen Quaderballen 4 bis 6 Kordeln, bei Rundballen bis zu 20 Kordeln; bei Rundballen kommt oft auch ein sogenanntes Rundballennetz statt Pressengarn zum Einsatz.
In der Praxis werden Kordeln in der Ballenmitte teils aus Kostengründen ausgelassen. Für die Haltbarkeit der Ballen beim Transport sind vor allem die äußeren Kordeln wichtig. Neueste Tendenzen gehen dazu, mit verschiedenen Garn-Farben eine Art Strichcode zu erstellen. So können die Ballen leichter einem Besitzer zugeordnet werden und ungewolltem Aufladen durch Fremde wird entgegengewirkt.
Die benötigte Stärke des Pressengarns ist abhängig vom verwendeten Typ der Strohpresse (z. B. ob Quaderballen- oder Rundballenpresse etc.). Die Stärke wird indirekt durch die Angabe der Lauflänge (Einheit: Meter je Kilogramm) bestimmt., d. h. umso kleiner der Wert für die Lauflänge (je kg Pressengarn) ist, umso stärker ist das Garn. Typische Angaben für die Lauflänge sind etwa: 130 m/kg, 150 m/kg, 320 m/kg. Für Hochdruckballen ist dabei eine „Stärke“ (Lauflänge) von 200 m/kg bei Sisalkordel bzw. 400 m/kg bei PP-Kordel ausreichend. Kleinere Quaderballen werden mit Garn der „Stärke“ (Lauflänge) 150 m/kg gebunden, für große Quaderballen wird Garn mit einer „Stärke“ (Lauflänge) von bis zu 110 m/kg benötigt.
Ein Spezialfall sind Pressengarne mit einer Lauflänge von 750 m/kg. Diese extrem dünnen Garne werden bei Rundballenpressen anstelle von Netz eingesetzt. Durch die etwa 20-fache Wicklung um den Ballen herum, wird hier, trotz der geringe Stärke des Garns, ein sicherer Halt erreicht.
Im Handel wird Pressengarn in der Regel auf Spulen mit je 5 bis 9 kg Gewicht, in 2er-Packen, angeboten.
Die Spulen werden seitlich in die Ballenpresse eingestellt und mit dementsprechend markierten Spulenanfang an der Maschine angeschlossen. Dazu sind die Spulen so gewickelt, dass diese abgewickelt werden können, ohne die komplette Spule drehen zu müssen. Der Garnanfang wird dabei aus der Spulenmitte herausgezogen, die Spule selbst bleibt stehen.
In den Anfangszeiten der Strohpressen wurde teils Eisendraht zum Binden verwendet. Neben den hohen Kosten war es vor allem die hohe Gefahr, dass Tiere Eisenteile schlucken würden, die diesem Material ein Ende setzte.

## Ansprüche
Pressengarn sollte sich leicht vom Knoter schneiden lassen. Das Garn sollte flexibel genug sein, um sich mit der hohen Geschwindigkeit der Knotereinrichtung bearbeiten zu lassen. Die vielen Umlenkpunkte einer Ballenpresse belasten das Garn einseitig, sollten aber nicht zu einer Auffaserung führen. Zudem muss es auch den erhöhten Zugbeanspruchungen bei Grassilageballen genügen. Auch nach einiger Zeit der Lagerung muss das Pressengarn UV-stabil bleiben.

## Reißfestigkeit
Typische Werte für die Reißfestigkeit von Pressengarn liegen bei etwa 400 daN für ein Garn mit 110 m/kg, etwa 200 daN für ein Garn mit 150 m/kg oder 140 daN für ein Garn mit 320 m/kg, wobei es natürlich Schwankungen je nach Materialzusammensetzung und Hersteller gibt.